# James Spencer Miller
James Spencer Miller (1953- ) es un y botánico estadounidense, que ha sido en el Jardín Botánico de Nueva York. De 2000 a 2007 fue curador del Jardín Botánico de Misuri.
Obtuvo su título de grado en Horticultura, en 1975, en el "College Park", Universidad de Maryland, Maryland; su maestría en la misma disciplina, en 1978, y en la misma Universidad; y, su doctorado en Biología, en 1985, en la Saint Louis University, de San Luis, Misuri.

## Experiencia en exploraciones botánicas
México: 1982, 1983; Panamá: julio y agosto de 1983; Nicaragua: agosto y septiembre de 1983; Venezuela: 1984, "Expedición del cerro de La Neblina"; Ecuador: 1986, en Napo; México: 1987; Madagascar: septiembre de 1988 y marzo de 1989, y octubre y diciembre de 1989; Puerto Rico: febrero de 1991; Madagascar: marzo & abril de 1991; Puerto Rico: junio y julio de 1991, y enero de 1992; México (Baja California): 1992; Ghana: mayo de 1992; Hawái: julio y agosto de 1992; Camerún: febrero de 1993; Ghana: marzo de 1993; Perú: septiembre y octubre de 1993; Ghana: octubre de 1993; Dominica; 1995; Tanzania: junio y julio de 1996; Madagascar: octubre y noviembre de 1996; Dominica: enero de 1997; Zimbabue/Ghana: febrero y marzo de 1997; China: septiembre y octubre de 1997; Dominica: enero de 1998; Suriname: enero y febrero de 1998; Sudáfrica: septiembre de 1998; Madagascar: septiembre y octubre de 1998; China: octubre de 1998; Madagascar: enero de 1999; Tanzania: noviembre y diciembre de 1999; Madagascar: diciembre de 1999; Gabón: junio de 2000; Madagascar: septiembre de 2000; Columbia: octubre de 2000; India: mayo de 2001; Gabón: noviembre de 2001; Sudáfrica y Madagascar: enero de 2003; Suriname: mayo de 2003; República de Georgia: junio de 2003; Zambia: agosto de 2003; Madagascar/Sudáfrica: enero de 2004; Gabón/guinea Ecuatorial: septiembre de 2004; México: enero de 2005; Madagascar /Sudáfrica: marzo de 2005; Uzbekistán/Kirguistán: noviembre de 2005; Sudáfrica: febrero de 2006; Madagascar: marzo de 2006; Brasil: marzo de 2006.

## Algunas publicaciones
- Miller, JS. 2001. Loasaceae. Pp. 21-22. In: J. A. Steyermark, P. E. Berry, K. Yatskievych, and B. K. Holst eds., The Flora of the Venezuelan Guayana. Vol 6. Missouri Botanical Garden, St. Louis, MO.
- Berry, PE; Miller, JS. 2001. Magnoliaceae. Pp. 80-82. In: J.A. Steyermark, P.E. Berry, K. Yatskievych, B.K. Holst eds., The Flora of the Venezuelan Guayana. Vol 6. Missouri Botanical Garden, St. Louis, MO
- ----. 2001. Monotaceae. Pp. 691-692. In: JA Steyermark, PE Berry, K Yatskievych, BK Holst eds., The Flora of the Venezuelan Guayana. Vol; 6. Missouri Botanical Garden, St. Louis, MO.
- ----. 2001. Loasaceae. Pp. 21-22. In: JA Steyermark, PE Berry, K Yatskievych, BK Holst eds., The Flora of the Venezuelan Guayana. Vol; 6. Missouri Botanical Garden, St. Louis, MO
- Berry, PE; Miller, JS. 2001. Magnoliaceae. Pp. 80-82. In: JA Steyermark, PE Berry, K Yatskievych, BK Holst eds., The Flora of the Venezuelan Guayana. Vol; 6. Missouri Botanical Garden, St. Louis, MO
- ----. 2001. Monotaceae. Pp. 691-692. In: JA Steyermark, PE Berry, K Yatskievych, BK Holst eds., The Flora of the Venezuelan Guayana. Vol; 6. Missouri Botanical Garden, St. Louis, MO
- ----. 2001. Moringaceae. Pp. 729-730. In: JA Steyermark, PE Berry, K Yatskievych, BK Holst eds., The Flora of the Venezuelan Guayana. Vol; 6. Missouri Botanical Garden, St. Louis, MO
- ----. 2001. Myricaceae. Pp. 733-734. In: JA Steyermark, PE Berry, K Yatskievych, BK Holst eds., The Flora of the Venezuelan Guayana. Vol; 6. Missouri Botanical Garden, St. Louis, MO
- ----. 2001. Boraginaceae. In: WD Stevens, C Ulloa U, A Pool, OM Montiel (eds.) Flora de Nicaragua. Monogr. Syst. Bot. Missouri Bot Gard. 85. 1: 435-455
- ----. 2001. Cistaceae. In: WD Stevens, C Ulloa U, A Pool, OM Montiel (eds.) Flora de Nicaragua. Monogr. Syst. Bot. Missouri Bot Gard. 85. 1: 614
- ----. 2001. Cyrillaceae. In: WD Stevens, C Ulloa U, A Pool, OM Montiel (eds.) Flora de Nicaragua. Monogr. Syst. Bot. Missouri Bot Gard. 85. 1: 798-799
- ----. 2001. Olacaceae. In: WD Stevens, C Ulloa U, A Pool, OM Montiel (eds.) Flora de Nicaragua. Monogr. Syst. Bot. Missouri Bot Gard. 85. 2: 1600-1602
- ----. 2001. Staphyleaceae. In: WD Stevens, C Ulloa U, A Pool, OM Montiel (eds.) Flora de Nicaragua. Monogr. Syst. Bot. Missouri Bot Gard. 85. 3: 2427-2428
- ----. 2001. Styracaceae. In: WD Stevens, C Ulloa U, A Pool, OM Montiel (eds.) Flora de Nicaragua. Monogr. Syst. Bot. Missouri Bot Gard. 85. 3: 2439-2440
- ----. 2001. Tovariaceae. In: WD Stevens, C Ulloa U, A Pool, OM Montiel (eds.) Flora de Nicaragua. Monogr. Syst. Bot. Missouri Bot Gard. 85. 3: 2467-2468
- ----. 2001. Vochysiaceae. In: WD Stevens, C Ulloa U, A Pool, OM Montiel (eds.) Flora de Nicaragua. Monogr. Syst. Bot. Missouri Bot Gard. 85. 3: 2543-2544
- ----. 2001. Reaping the rewards: the second renaissance in botanical bioprospecting. 3D International. 2001: 23-25
- Abdel-Kader, M, J Hoch, JM Berger, R Evans, JS Miller, JH Wisse, SW Member, JM Dalton, DGI Kinston. 2001. Two bioactive saponins from Albizia subdimidiata from the Suriname rainforest. J. Nat. Prod. 64: 536-539
- ----. 2001. New Boraginaceae from Tropical America 4: Three new species of Cordia from South America. Novon 11: 421-428
- Bradford, J; JS Miller. 2001. New taxa and nomenclatural notes on the flora of the Marojejy massif, Madagascar. V. Cunoniaceae: Weinmannia. Adansonia, sér. 3, 23: 219-236
- ----. 2001. Two new species of Cordia L. (Boraginaceae) from Madagascar. Adansonia, sér. 3, 23: 289-295
- ----. 2001. Tournefortia kirkii (I.M.Johnst.) J.S.Mill. (Boraginaceae): A new combination for a species from Madagascar. Adansonia, sér. 3, 23: 297-301.
- ----. 2001. The Global Importance of Plants as Sources of Medicines and the Future Potential of Chinese Plants. Pp. 33-42. Yuan Lin (ed.) Drug Discovery and Traditional Chinese Medicine: Science, Regulation and Globalization. Kluwer Academic Publishers, Norwell, MA.
- Randrianasolo, A, JS Miller; TK Consiglio. 2002. Application of IUCN criteria and Red list categories to species of five Anacardiaceae genera in Madagascar. Biodiversity and Conservation 11: 1289-1300.
- Phillips, O; JS Miller. 2002. Global Patterns of Plant Diversity: Alwyn H. Gentry’s Forest Transect Data Set. Monographs in Systematic Botany from the Missouri Botanical Garden
- ----. 2002. A revision of Ehretia (Boraginaceae) for Madagascar and the Comoro Islands. Adansonia, sér. 3, 24. 137-157
- ----; WD Stevens. 2002. Convención sobre diversidad biológica, oportunidad o limitación para el uso de germoplasma: una década de experiencia bioporspección en el Jardín Botánico de Missouri
- Prakash, Chaturvedula V Sai, JK Shilling, JS Miller, R Andriantsiferana, VE Rasamison, DGI Kingston. 2002. New Cytotoxic Bis 5-Alkylresorcinol Derivatives from the Leaves of Oncostemon bojerianum from the Madagascar Rainforest. J. Nat. Prod. 65: 1627-1632
- Prakash, Chaturvedula V Sai, JK Schilling, JH Wisse, JS Miller, R Evans, DGI Kingston. 2003. New Cytotoxic Limonoid from Odontadenia macrantha from the Madagascar Rainforest. Magnetic Resonance in Chemistry 41: 139-142
- ----; GA Aymard. 2003. Oleaceae. Pp. 186-187. In: JA Steyermark, PE Berry, K Yatskievych, BK Holst eds., The Flora of the Venezuelan Guayana. Vol; 7. Missouri Botanical Garden, St. Louis, MO
- ----. 2003. Opiliaceae. Pp. 198-199. In: JA Steyermark, PE Berry, K Yatskievych, BK Holst eds., The Flora of the Venezuelan Guayana. Vol; 7. Missouri Botanical Garden, St. Louis, MO
- ----. 2003. Pedaliaceae. Pp. 667-669. In: JA Steyermark, PE Berry, K Yatskievych, BK Holst eds. The Flora of the Venezuelan Guayana. Vol; 7. Missouri Botanical Garden, St. Louis, MO
- Prakash, Chaturvedula V Sai, JK Schilling, JS Miller, R Andriantsiferana, VE Rasamison, DGI Kingston. 2003. New Cytotoxic Alkaloids from the Wood Vepris punctata from the Madagascar Rainforest. J. Nat. Prod. 66: 532-534
- ----. 2003. A new species of Heliotropium L. (Boraginaceae) from Madagascar. Adansonia, sér. 3, 25. 115-118
- ----. 2003. Classification of Boraginaceae subfam. Ehretioideae: Resurrection of the genus Hilsenbergia Tausch ex Meisn. Adansonia, sér. 3, 25 (2). 151-189
- Cao, Shugeng, JK Schilling, JS Miller, R Andriantsiferana, VE Rasamison, DGI Kingston. 2004. Cytotoxic Compounds from Mundulea chapelieri from the Madagascar Rainforest. J. Nat. Prod. 67: 454-456
- Cao, Shugeng, RC Guza, JS Miller, R Andriantsiferana, VE Rasamison, DGI Kingston. 2004. Cytotoxic Triterpenoids from Acridocarpus vivy from the Madagascar Rainforest. J. Nat. Prod. 67: 986-989
- ----, PE Berry. 2004. Primuliaceae. Pp. 383-384. In: JA Steyermark, PE Berry, K Yatskievych, BK Holst eds. The Flora of the Venezuelan Guayana. Vol; 8. Missouri Botanical Garden, St. Louis, MO
- Murphy, Bryan T, S Cao, A Norris, JS Miller, F Ratovoson, R Andriantsiferana, VE Rasamison, DGI Kingston. 2005. Cytotoxic Flavanones of Schizolaena hystrix from the Madagascar Rainforest. J. Nat. Prod. 68: 417-419
- ----, MS Taylor, E Rempala. 2005. Ivan Johnston’s “Studies in the Boraginaceae”. Monografías en Systematic Botany del Missouri Botanical Garden 101
- Cao, Shugeng, RC Guza, JH Wisse, JS Miller, R Evans, DGI Kingston. 2005. Ipomoeassins A-E, Cytotoxic Macrocyclic Glycoresins from the leaves of Ipomoea squamosa from the Suriname Rainforest. J. Nat. Prod. 68: 487-492
- ----. 2005. A System for Banking DNA to Support Molecular Systematics Research
- ----. 2005. A Synopsis of the Genus Cynoglossum L. (Boraginaceae) in Madagascar and the Comoro Islands. Adansonia, sér. 3, 27(1). 113-127
- ----. 2005. Validation of Hilsenbergia teitensis (Gürke). Adansonia, sér. 3, 27(1). 129
- ----, Bradley, A, Randrianasalo, A, Randrianaivo, R, Rakotonandrasana, S. 2005. Sampling a Diverse Flora for Novel Biochemicals: An Analysis of NCI Collections from Madagascar. Economic Botany. 59(3). 221-230
- Gottschling, M; Miller, JS. A New Species of Bourreria (Ehretiaceae, Boraginales) from Costa Rica. Novon 15: 425-428
- ----. 2005. Santalaceae. Pp. 44-45. In: JA Steyermark, PE Berry, K Yatskievych, BK Holst eds. The Flora of the Venezuelan Guayana. Vol; 9. Missouri Botanical Garden, St. Louis, MO
- Miller, JS. 2005. Taccaceae. Pp. 295-296. In: JA Steyermark, PE Berry, K Yatskievych, BK Holst eds. The Flora of the Venezuelan Guayana. Vol; 9. Missouri Botanical Garden, St. Louis, MO
- ----, PE Berry. 2005. Tetrameristaceae. Pp. 309-311. In: JA Steyermark, PE Berry, K Yatskievych, BK Holst eds. The Flora of the Venezuelan Guayana. Vol 9. Missouri Botanical Garden, St. Louis, MO
- ----, B Ståhl. 2005. Theophrastaceae. Pp. 325-329. In: JA Steyermark, PE Berry, K Yatskievych, BK Holst eds. The Flora of the Venezuelan Guayana. Vol 9. Missouri Botanical Garden, St. Louis, MO
- ----, PE Berry. 2005. Ulmaceae. Pp. 386-390. In: JA Steyermark, PE Berry, K Yatskievych, BK Holst eds., The Flora of the Venezuelan Guayana. Vol; 9. Missouri Botanical Garden, St. Louis, MO
- ----, PE Berry. 2005. Velloziaceae. Pp. 404-406. In: JA Steyermark, PE Berry, K Yatskievych, BK Holst eds. The Flora of the Venezuelan Guayana. Vol 9. Missouri Botanical Garden, St. Louis, MO
- ----. 2005. Winteraceae. Pp. 525-525. In: JA Steyermark, PE Berry, K Yatskievych, BK Holst eds. The Flora of the Venezuelan Guayana. Vol 9. Missouri Botanical Garden, St. Louis, MO
- Gottschling, M, Miller, JS, Weigend, M; Hilger, HH. 2005. Congruence of a phylogeny of Cordiaceae (Boraginales) inferred from ITS1 sequence data with morphology, ecology and biogeography. Ann. Missouri Bot. Gard. 92: 425-437
- ----, Birkinshaw, C; Callmander, M. 2005. The Madagascar International Cooperative Biodiversity Group (ICBG): Using natural products research to build science capacity. Ethnobotany Research & Applications 3:283-285
- Thomas, Andrew L, Crawford Jr RJ, Havermann, LJ, Applequist, WL, Schweitzer, BE, Woodbury, S; Miller, JS. Effect of Planting Depth, Planting Season, and Fungicide Treatment on Establishment of Black cohosh in a Poorly Drained Soil. HortScience, V. 41(2), abril de 2006. 374-376
- Shugeng, Cao, Radwan, MM, Norris, A, Miller, JS, Ratovoson, F, Mamisoa, A, Andriantsiferana, R, Rasamison, VE, Rakotonandrasana, S, Kingston, DGI. 2006. Cytotoxic and Other Compounds from the Didymochlaena truncatula from the Madagascar Rainforest. J. Nat. Prod. 69: 284-286
- ----. 2006. Tissue banking for DNA extraction at the Missouri Botanical Garden, USA. DNA and Tissue Banking for Biodiversity and Conservation: Theory, Practice and Uses. Kew Publishing. 82-86
- Williams, RB, Norris, A, Miller, JS, Razafitsalama, LJ, Andriantsiferana, R, Rasamison, VE; Kingston, DGI. Two New Cytotoxic Naphthoquinones from Mendoncia cowanii from the Rainforest of Madagascar. Planta Médica 2006; 72: 564-566
- Berger, JM, Thomas, MM, Riley, TC, Flanagan, KA, Zilinski, MV, Gurunian, V Huth, ED, DeSimone, S, Miller, JS. β-Hermatin Polymerization Inhibition of Plant Extracts. J. of Undergraduate Chemistry Research, 2006; 3: 125-130
- ----, WL Applequist. 2006. Research grade botanicals: issues in dietary supplement research. Acta Horticulturae 720: 49–58
- Rogers, Zachary S, Randrianasolo, A, Miller, JS. 2006. A new Species of Ludia (Salicaceae) from Madagascar’s Eastern Littoral Forest. Novon 16:3. 409-412
- Cao, Shugeng, Norris, A, Miller, JS, Ratovoson, F, Birkinshaw, C, Andriantsiferana, R, Rasamison, VE, Rakotonandrasana, S, Kingston, DGI. 2006. Cytotoxic Compounds of Physena madagascariensis from the Madagascar Rain Forest. Natural Product Research 20 ( 13): 1157-1163
- Murphy, BT, Cao, S, Norris, A, Miller, JS, Ratovoson, F, Andriantsiferana, R, Rasamison, VE, Kingston, DGI. 2006. Cytotoxic Compounds of Schizolaena hystrix from the Madagascar Rain Forest. Planta Med 2006; 72: 1235-1238
- ----, Gottschling, M. Generic Classification in the Cordiaceae (Boraginales): Resurrection of the genus Varronia P.Br. Taxon (56) 1 de febrero de 2007
- Gottschling, M; Miller, JS. Typification of Bourreria names (Ehretiaceae, Boraginales) based on specimens collected by Charles Wright in Cuba. Taxon (56) 1 de febrero de 2007
- Williams, Russell B, Norris, A, Miller, JS, Birkinshaw C, Ratovoson, F, Andrianstsiferana, R, Rasamison, VE, Kingston, DGI. 2007. Cytotoxic clerodane diterpenoids and their hydrolysis products from Casearia nigrescens from the rainforest of Madagascar. J. Nat. Prod. 70: 206-209
- Yoder, Brent, Cao, S, Norris, A, Miller, JS, Ratovoson, F, Razafitsalama, J, Andriantsiferana, R, Rasamison, VE, Kingston, DGI. 2007. Antiproliferative prenylated stilbenes and flavonoids from Macaranga alnifolia from the Madagascar rainforest. J. Nat. Prod. 70: 342-346
- Cao, Shugeng, Norris, A Miller, JS, Ratovoson, F, Razafitsalama, J, Andriantsiferana, R, Rasamision, VE, TenDyke, K, Suh, T, Kingston, DGI. 2007. Cytotoxic triterpenoid saponins of Albizia gummifera from the Madagascar Rain Forest. J. Nat. Prod. 70: 361-366
- ----. Chapter 5: Impact of the Convention on Biological Diversity: The Lessons of Ten Years of Experience with Models for Equitable Sharing of Benefits. In: C. McManis (ed.) Biodiversity & the Law: Intellectual Property, Biotechnology and Traditional Knowledge. 2007; 58-70
- McGhee, William, Craig, J, deGroot, R, Miller, JS, Bowers, K. 2007. Making Restoration Work: Nonmonetary Mechanisms. In: James Aronson, Suzanne J Milton; James N Blignaut (eds.) Restoring Natural Capital: Science, Business, and Practice. 294-302

- La abreviatura «J.S.Mill.» se emplea para indicar a James Spencer Miller como autoridad en la descripción y clasificación científica de los vegetales.[1]